# 駱子墉
駱子墉（1995年2月22日—），於台灣桃園出生，成長於苗栗縣後龍鎮，台灣男演員、影片創作者。就讀臺中市立西苑高級中學，服役於二膽島，退伍後回到台灣。
2019年，駱子墉在藝人黃子佼引薦之下，在華視《超級同學會》演出而走紅。駱子墉於感情方面，被黃子佼戲稱超車，因為比他早結婚。
2019年，在Yahoo佼心食堂與9m88、吳卓源同台直播。
2019年代言Pocky。
2023年參與桃園跨年晚會。

## 作品

### 電視劇
| 年份   | 頻道 | 劇名               | 角色     |
| ------ | ---- | ------------------ | -------- |
| 2019年 | 民視 | 《多情城市》       |          |
| 2019年 | 大愛 | 《我家的美好時光》 | 警察     |
| 2019年 | 公視 | 《傀儡花》         | 多角     |
| 2020年 | 台視 | 《一個屋簷下》     |          |
| 2020年 | 三立 | 《炮仔聲》         |          |
| 2021年 | 公視 | 《斯卡羅》         | 船夫     |
| 2026年 |      | 《急診室的奇蹟》   | 救護人員 |
| 2026年 |      | 《時候》           |          |

### 節目通告
- 綜藝玩很大
- Yahoo!
- 小明星大跟班
- 超級同學會

## 外部連結
•https://www.instagram.com/leo_yong222/